# Виваре
Виваре́ или Виварэ (фр. Vivarais, окс. Vivarés, лат. Vivariensis pagus) — на юго-востоке Франции небольшая историческая область на северо-восточном краю Лангедока; ныне входит в состав департамента Ардеш. Центр области — город Вивье.

## География
Это небольшая холмистая местность, простирающаяся по правому берегу Роны между Вьеной и Валансом.

## История
В феодальные времена Виваре была частью Священной Римской империи и имела своего епископа; в 1309 году стала территорией Капетингов и частью Лангедока Французского королевства, оставалась французской провинцией вплоть до 1789 года.
В Средние века делилась на 12 бароний: Крюссоль, Монлор, Ла Вут, Турнон, Ларжантьер, Булонь, Жуайёз, Шалансон и Ла Турретт, Сен-Ремез, Аннонэ, Обена и Воге (Crussol, Montlaur, La Voulte, Tournon, Largentière, Boulogne, Joyeuse, Chalençon et La Tourrette, Saint-Remèze, Annonay, Aubenas, et Vogüé).